# Kalāteh-ye Ḩasan Qolī
Kalāteh-ye Ḩasan Qolī är en ort i Iran.   Den ligger i provinsen Nordkhorasan, i den nordöstra delen av landet, 600 km nordost om huvudstaden Teheran. Kalāteh-ye Ḩasan Qolī ligger 1 372 meter över havet och antalet invånare är 512.
Terrängen runt Kalāteh-ye Ḩasan Qolī är kuperad norrut, men söderut är den platt.Runt Kalāteh-ye Ḩasan Qolī är det ganska glesbefolkat, med 27 invånare per kvadratkilometer. Närmaste större samhälle är Taklah Qūz, 9,9 km norr om Kalāteh-ye Ḩasan Qolī. Trakten runt Kalāteh-ye Ḩasan Qolī består i huvudsak av gräsmarker.